# Jiří Rosický (1977)
Jiří Rosický (* 11. listopadu 1977) je český fotbalový agent a bývalý obránce/záložník s přezdívkou DžeJár.
Je bratrem bývalého reprezentačního kapitána Tomáše Rosického a synem bývalého ligového fotbalisty Jiřího Rosického. Po ukončení aktivní kariéry se stal fotbalovým agentem.

## Klubová kariéra
S fotbalem začínal v Kompresorech Praha, odkud jej angažovala i s bratrem Tomášem pražská Sparta. V osmnácti letech přestoupil (roku 1996) do španělského Atlética Madrid, kde působil v rezervním týmu. Slibně se rozvíjející kariéru přibrzdilo zranění pravé nohy, které bylo příčinou následných komplikací. V letech 2000–2003 hrál v rakouském celku SW Bregenz, odkud se vrátil do ČR do Sparty Praha, za jejíž B-mužstvo nastupoval na podzim 2003 ve druhé lize. Jaro 2004 strávil na hostování v týmu FK Jablonec 97, kde odehrál pouze tři ligové zápasy. V červenci 2005 odešel do Bohemians Praha 1905, kde kvůli přetrvávajícím zdravotním problémům ukončil hráčskou kariéru.

### Prvoligová bilance
| Ročník          | Zápasy | Góly | Minuty | Klub           |
| --------------- | ------ | ---- | ------ | -------------- |
| I. liga 2000/01 | 30     | 1    | –      | SW Bregenz     |
| I. liga 2001/02 | 16     | 2    | –      | SW Bregenz     |
| I. liga 2002/03 | 17     | 0    | –      | SW Bregenz     |
| I. liga 2003/04 | 3      | 0    | 105    | FK Jablonec 97 |
| CELKEM I. LIGA  | 3      | 0    | 105    |                |
| CELKEM I. LIGA  | 63     | 3    | –      |                |

## Reprezentační kariéra
V roce 1997 odehrál za český reprezentační výběr do 21 let dva zápasy, kvalifikační proti Jugoslávii (domácí porážka 0:1) a přátelský proti Libanonu (remíza 3:3). Za reprezentační A-mužstvo nenastoupil.